# Szara chemia
Szara chemia – potoczna nazwa jednego z budynków Wydziału Chemicznego Politechniki Śląskiej w Gliwicach, położonego przy ulicy Marcina Strzody.

## Historia
Budynek Szarej Chemii został oddany do użytku w 1911 r. W 1927 r. został rozbudowany. Do 1945 r. mieściła się w nim miejska średnia szkoła dla chłopców i dziewcząt.